# Ochotskisches Meer
| Ochotskisches Meer    | Ochotskisches Meer |
| --------------------- | ------------------ |
|                       |                    |
|                       |                    |
| Russischer Name       |                    |
| Kyrillisches Alphabet | Охо́тское мо́ре      |
| Transkription         | Ochotskoje More    |
| Japanischer Name      |                    |
| Kanji/Kana            | オホーツク海       |
| Hepburn               | Ohōtsuku-kai       |

Das Ochotskische Meer (russisch Охотское море, Ochotskoje more) ist ein Randmeer des Pazifischen Ozeans in Ostasien und gehört zum Nordwestpazifik. Es liegt zwischen Ostsibirien im Nordwesten, Kamtschatka im Nordosten, den Kurilen im Südosten, der Insel Hokkaidō im Süden sowie Sachalin im Südwesten. Anrainerstaaten dieses Meeres sind Japan und Russland, wobei in der Mitte eine ausschließlich von russischen Seerechtszonen die umschlossene Enklave internationalen Seerechts Hochsee-Enklave im Ochotskischen Meer liegt; diese wird aufgrund ihrer Form im Englischen Peanut Hole – deutsch Erdnussloch – genannt.

## Lage
Im Nordosten des Ochotskischen Meeres befindet sich die Schelichow-Bucht mit dem Penschinabusen und dem Gischigabusen. An der Nordküste bei Magadan befindet sich die Tauibucht, im Westen die Udabucht, die Tugurbucht, die Akademiebucht sowie die Sachalin-Bucht. Südlich der Sachalin-Bucht schließt sich der Tatarensund an. Der Tugurbucht vorgelagert ist der Archipel der Schantarinseln. Die Straße von La Pérouse südlich von Sachalin verbindet das Ochotskische Meer mit dem Japanischen Meer. Der Amur als bedeutendster Fluss der Region mündet in den Tatarensund.

## Daten

### Fläche
Die Fläche des Ochotskischen Meeres beträgt 1,53 Mio. km².

### Tiefe
Die Tiefe des Meeres nimmt vom russischen Festland hin zu den Kurilen zu. Die mittlere Tiefe beträgt 971 Meter, die tiefste Stelle weist einen Wert von 3372 Metern auf.

### Eisbedeckung
Der größte Teil friert im Winter für Monate zu, abgesehen von einem Gebiet in der Mitte des Meeres, oder ist in weiten Teilen mit Treibeis bedeckt.

### Wetter
Das Meeresgebiet ist außerdem berüchtigt für häufig auftretende Stürme und dichten Nebel.

### Inseln
Die einzige Insel auf dem offenen Meer ist die abgelegene Jonas-Insel im nordwestlichen Teil des Ochotskischen Meeres, etwa auf dem halben Weg zwischen Magadan und Nikolajewsk am Amur.

### Biologe & Fauna
Das Meer hat eine hohe Bioproduktivität und ist reich an Fisch. Dieser wird von russischer Seite aus stark genutzt.

## Name

### Namensherkunft
Benannt ist das Meer nach dem russischen Hafenort Ochotsk, der seinerseits nach dem Fluss Ochota benannt ist. Dieser stellte die erste russische Siedlung im Fernen Osten dar.

### Frühere Namen des Meeres
Auf Japanisch wurde das Ochotskische Meer früher Hokkai (北海) genannt, was so viel wie Nordmeer oder Nordesee bedeutet. Um Verwechslungen mit der europäischen Nordsee vorzubeugen, hat man den Namen durch den Begriff Ohōtsuku-kai (オホーツク海) ersetzt, in Anlehnung an die russische Bezeichnung.

## Geschichte
Am 18. Dezember 2011 sank im Ochotskischen Meer die Bohrplattform Kolskaya des russischen Unternehmens Arktikmorneftegasraswedka.